# Cory Monteith
Cory Allan Michael Monteith (Calgary, 11 de mayo de 1982-Vancouver, 13 de julio de 2013) fue un actor y músico canadiense, recordado por su papel de Finn Hudson en la exitosa serie de televisión Glee.
Como actor basado en Columbia Británica, Monteith tuvo roles menores en la televisión de su país antes de grabarse a sí mismo cantando Can't Fight This Feeling, que lo llevó a lo que sería el papel más importante de su carrera; el de Finn Hudson en la serie Glee. Consiguiente a su éxito en dicha serie, comenzó su carrera cinematográfica, actuando en películas como Monte Carlo, y un papel líder en Sisters & Brothers.
Monteith tuvo una adolescencia complicada por el abuso de sustancias desde los doce años de edad, lo que lo llevó a dejar la escuela con dieciséis años. Luego de la intervención de familiares y amigos, comenzó un tratamiento de rehabilitación a la edad de diecinueve años. En una entrevista de 2011 con la revista Parade, habló de su adicción a las drogas, y en marzo de 2013 volvió a recurrir a un tratamiento contra las mismas. El 13 de julio de 2013, murió de una sobredosis de heroína y alcohol en un hotel de Vancouver.

## Primeros años
Monteith nació en Calgary, Alberta, hijo de Joe Monteith y de Ann McGregor. Su padre era militar y servía en el Ejército canadiense mientras que su madre era una decoradora de interiores. En 1989, cuando tenía siete años, sus padres se divorciaron y tanto Monteith como su hermano mayor, Shaun, fueron criados por su madre en Victoria, Columbia Británica. Luego del divorcio, vio poco a su padre debido al servicio militar del mismo y a partir de los 13 años comenzó a fumar marihuana y a beber alcohol, así como también ausentarse de la escuela. Con tan solo cinco años de edad sabía leer y escribir, pero su adicción lo fue alejando de todo interés de estudio hasta que dejó la escuela a los dieciséis años luego de asistir a 16 escuelas, incluidos programas para adolescentes problemáticos. Para esa edad, sus adicciones ya eran serias y había comenzado a cometer pequeños delitos como robar dinero de su madre, familiares y conocidos para poder sostener sus vicios. A los 19 años, su familia y amigos decidieron intervenir y lo amenazaron con denunciarlo si no comenzaba un programa de rehabilitación, lo cual hizo. Monteith luego diría, "Soy tan afortunado en tantos aspectos... Me siento afortunado por estar vivo". Finalmente, en 2011 logró conseguir su diploma en una escuela alternativa de la ciudad de Victoria.
Antes de comenzar con su carrera actoral, Monteith sostuvo varios trabajos como saludador de Walmart, conductor de taxi, mecánico, conductor de autobús escolar y reparador de tejados.

## Carrera
Comenzó su carrera artística en Vancouver, cuando fue descubierto por el director David DeCoteau, quien le seleccionó para protagonizar su filme Killer Bash (2005). Al año siguiente participó en el thriller Bloody Mary, y en la comedia Deck the Halls, protagonizada por Danny DeVito. Otros créditos cinematográficos de Cory Monteith incluyen las películas White Noise 2: The Light, Whisper y Lo que no se ve, todos en 2007, así como varios cortometrajes y películas para la televisión. En 2011, interpretó a Owen en el filme de Disney: "Montecarlo". Debutó en la televisión en un episodio de la serie Stargate: Atlantis, en 2004. En 2006 obtuvo el rol recurrente de Charlie Tanner en la serie Kyle XY y fue Gunnar en la serie Kaya. Otros créditos televisivos incluyen participaciones como artista invitado en las series Young Blades, Supernatural, Smallville, Killer Instinct, Whistler, Stargate SG-1, Flash Gordon, Fear Itself y The Assistants. Interpretaba a Finn Hudson en la serie de Fox, Glee

### Carrera musical
Monteith tocaba la batería para la banda de indie rock Bonnie Dune con sede en Los Ángeles. Entre sus miembros figuran el cantante Justin Wilczynski (quien coprotagonizó junto a Monteith la serie de Mtv Kaya), el guitarrista Seth Roberts (cantante de la banda de los Lagos), y el bajista Josué Kerr.

## Vida personal
Monteith mantuvo hasta su muerte una relación amorosa con su compañera de la serie Glee, la actriz estadounidense Lea Michele. El 31 de marzo de 2013, entró por su propia cuenta en una clínica de rehabilitación para tratar su adicción a sustancias. Monteith ya había recurrido a un centro de ayuda a los 19 años. Culminó su tratamiento el 26 de abril de 2013.

## Fallecimiento
El 13 de julio de 2013, el actor fue hallado sin vida en una habitación del hotel Fairmont Pacific Rim en Vancouver, Canadá. Monteith tenía programado pagar la factura del hotel temprano ese mismo día, pero al no presentarse, el personal del hotel entró a su habitación y descubrió su cuerpo en posición fetal en el suelo del cuarto. El Departamento de Policía de Vancouver declaró que la causa de muerte no era evidente, pero que se descartaba la posibilidad de que hubiera habido un crimen. La autopsia se realizó el 15 de julio de 2013. El 16 de julio de 2013 se confirmó que la muerte del actor se debió a una sobredosis de alcohol y heroína. 

El 17 de julio, el cuerpo de Monteith fue incinerado y parte de sus cenizas fueron esparcidas en distintos lugares donde a él le gustaba estar en Vancouver. El 25 de julio, Lea Michele y el creador de Glee (Ryan Murphy) llevaron a cabo una celebración de la vida de Monteith en Los Ángeles, a la que asistieron el reparto, equipo y los creadores de la serie donde Monteith se encontraba trabajando, al igual que sus colegas de la red y del estudio. Después de consultar con Michele, quien también interpretaba al amor de Monteith en la serie Glee, los productores ejecutivos pospusieron la producción de la quinta temporada de Glee a septiembre en lugar de finales de agosto. En consecuencia, la temporada se estrenó una semana más tarde de lo previsto. El tercer episodio de la temporada, "The Quarterback", se estrenó el 10 de octubre de 2013, y sirvió como un tributo a Monteith, centrándose en la muerte del personaje de Finn Hudson. También apareció en el segmento "In Memoriam" de los Premios Grammy 56a.

## Premios y nominaciones
- Premios del Sindicato de Actores (SAG) 16.° Edición (2009): Premio del Sindicato de Actores al mejor reparto de televisión - Comedia
- Hollywood Style Awards 2010
- Teen Choice Awards 2011, Choice TV: Comedia Actor.

## Filmografía
| Año  | Título                              | Rol                  | Notas                             |
| ---- | ----------------------------------- | -------------------- | --------------------------------- |
| 2005 | "Killer Bash"                       | Douglas Waylan Hart  | Película para televisión          |
| 2006 | Bloody Mary                         | Paul Zuckerman       |                                   |
| 2006 | Kraken: Tentacles of the Deep       | Michael              | Película para televisión          |
| 2006 | Deck the Halls                      | Cita de Madison      |                                   |
| 2006 | Final Destination 3                 | Kahill               |                                   |
| 2007 | Hybrid                              | Aaron Scates         | Película para televisión          |
| 2007 | White Noise: The Light              | Chico de la moto     |                                   |
| 2007 | Gone                                | Davis Calder         | Cortometraje                      |
| 2007 | The Invisible                       | Jimmy                |                                   |
| 2007 | Whisper                             | Adolescente          |                                   |
| 2007 | Wannabe Macks                       | Stu                  |                                   |
| 2008 | The Boy Next Door                   | Jason                | Película para televisión          |
| 2011 | Breaking the Girl                   |                      |                                   |
| 2011 | Monte Carlo                         | Owen                 |                                   |
| 2011 | Sisters & Brothers                  | Justin               |                                   |
| 2011 | Glee: The 3D Concert Movie          | Finn Hudson/Él mismo | Película de concierto, documental |
| 2012 | Glee Live! at Radio City Music Hall | Finn Hudson/Él mismo | Película de concierto             |
| 2013 | McCanick                            | Simon Weeks          | Protagonista, aparición póstuma   |
| 2013 | All the Wrong Reasons               | James                | Protagonista, aparición póstuma   |

| Año       | Título             | Rol                       | Notas y nominaciones |
| --------- | ------------------ | ------------------------- | --- |
| 2004      | Stargate Atlantis  | Genii Private             | Episodio: "The Storm" |
| 2005      | Young Blades       | Marcel Le Rue             | Episodio: "To Heir Is Human" |
| 2005      | Supernatural       | Gary                      | Episodio: "Wendigo" |
| 2005      | Smallville         | Vaquero de la fraternidad | Episodio: "Thirst" |
| 2005      | Killer Instinct    | El windsurfista Bob       | Episodio: "Forget Me Not" |
| 2006      | Whistler           | Lip Ring                  | Episodio: "The Burden of Truth" |
| 2006      | Stargate SG-1      | Joven Mitchell            | Episodio "200" |
| 2006–2007 | Kyle XY            | Charlie Tanner            | Elenco recurrente (7 episodios |
| 2007      | Flash Gordon       | Ian Finley                | Episodio: "Life Source" |
| 2007      | Kaya               | Gunnar                    | Papel principal (10 episodios) |
| 2008      | Fear Itself        | James                     | Episodio: "New Year's Day" |
| 2009      | Mistresses         | Jason                     | |
| 2009      | The Assistants     | Shane Baker               | 2 episodios |
| 2009–2013 | Glee               | Finn Hudson               | Elenco principal Premio del Sindicato de Actores al mejor reparto de televisión - Comedia (junto al elenco de Glee) Nominado — Premio Teen Choice a la estrella masculina exitosa de televisión (2009) Premio Teen Choice al actor de comedia de televisión (2011) (80 episodios) |
| 2010      | Los Simpson        | Flynn (voz)               | Episodio: "Elementary School Musical" |
| 2011      | The Cleveland Show | Finn Hudson (voz)         | Episodio: "How Do You Solve a Problem Like Roberta?" |